# Wahrheit oder Pflicht
Wahrheit oder Pflicht (англ. Truth or Dare — английский аналог игры «правда или желание») — восьмой студийный альбом немецкой индастриал-метал-группы Oomph!, изданный в 2004 году.

## Об альбоме
Обозреватель Metal.de оценил Wahrheit oder Pflicht на 7 из 10, отметив прогресс Oomph! в плане музыкального стиля: «это не просто индастриал-метал в духе Rammstein, а гораздо более сложная смесь готики, рока и индастриала.» Наиболее сильные композиции альбома, по мнению критика Metal.de, это «Tausend neue Lügen», «Du spielst Gott» и «Dein Feuer». Рецензент Whiskey-Soda назвал Wahrheit oder Pflicht «сильнейшим альбомом Oomph!» из всех, ранее записанных. В своём обзоре пластинки он отметил «запоминающиеся мелодии» и «лирику самого высокого уровня».

## Список композиций
1. Augen auf! («Открой глаза!») — 3:20
2. Tausend neue Lügen («Тысяча новой лжи») — 3:56
3. Wenn du weinst («Когда ты плачешь») — 4:32
4. Sex hat keine Macht («Секс не имеет силы») — 4:18
5. Dein Weg («Твоя дорога») — 3:28
6. Du spielst Gott («Ты играешь в Бога») — 4:16
7. Dein Feuer («Твой огонь») — 3:48
8. Der Strom («Ток») — 3:03
9. Nichts (ist kälter als deine Liebe) («Ничего (нет холоднее твоей любви)») — 4:13
10. Diesmal wirst du sehen («В этот раз ты увидишь») — 4:02
11. Tief in dir («Глубоко в тебе») — 4:13
12. I’m Going Down («Я ухожу») — 4:33
13. Im Licht («В свету») — 11:15

## Позиции в чартах
| Страна    | Позиция |
| --------- | ------- |
| Австрия   | 2       |
| Германия  | 2       |
| Франция   | 140     |
| Швейцария | 7       |